# Marie-François-Joseph Laffon
Marie-François-Joseph Laffon, francoski general, * 1881, † 1959.